# ستانيسلاف هريستوف
ستانيسلاف هريستوف هو لاعب كرة قدم بلغاري في مركز الدفاع، ولد في 28 سبتمبر 1990 في بلغاريا. لعب مع نادي سبارتاك فارنا.

## وصلات خارجية
- ستانيسلاف هريستوف على موقع قاعدة بيانات كرة القدم.إي يو (الإنجليزية)